# Pseudotrigonogya
Pseudotrigonogya es un género de escarabajos barrenadores metálicos del orden Coleoptera.

## Especies
- Pseudotrigonogya ecuadorensis Manley, 1986
- Pseudotrigonogya insularis (Fisher, 1949)
- Pseudotrigonogya obscurinegro Manley, 1986
- Pseudotrigonogya valdenbroi Manley, 1986